# Retrospettiva rosea
La retrospettiva rosea è un fenomeno psicologico tale per cui le persone tendono a giudicare il passato in modo molto più positivo di quanto giudichino il presente. I latini usavano dire in merito "memoria praeteritorum bonorum".
Questo errore logico è detto anche ottimismo retrospettivo o ricordo roseo.

## Caratteristiche
Pur essendo un fenomeno simile alla nostalgia, la retrospettiva rosea è classificata come errore cognitivo, mentre la nostalgia in sé - fenomeno molto più ampio - non necessariamente implica un errore di prospettiva o di logica.
Sebbene la retrospettiva rosea sia un errore cognitivo, che quindi distorce in una certa misura la visione della realtà di una persona, alcuni teorizzano che abbia un'utilità per la persona. Terence Mitchell e Leigh Thompson citano la possibilità che aumenti l'autostima e il generale senso di benessere dell'individuo.
La semplificazione e l'esagerazione dei ricordi potrebbe anche rendere più facile per il cervello delle persone immagazzinare i ricordi a lungo termine, così come il ridurre dettagli delle proprie memorie potrebbe ridurre l'impatto di queste sul cervello e al tempo stesso richiedere meno connessioni neuronali per creare e recuperare i ricordi. Fondamentalmente la distorsione dei ricordi che avviene nel caso della retrospettiva rosea potrebbe funzionare seguendo un principio di efficienza pari a quello di un computer: si rimuovono dati ritenuti non necessari o li si riformula in un modo più semplificato per liberare spazio di memoria e/o per accedere più facilmente e velocemente ai dati stessi.
La retrospettiva rosea è un fenomeno di interesse per il neuromarketing, che mira a sfruttarne gli effetti per influenzare il comportamento dei consumatori.